# Pomnik 600-lecia bitwy pod Grunwaldem w Poznaniu

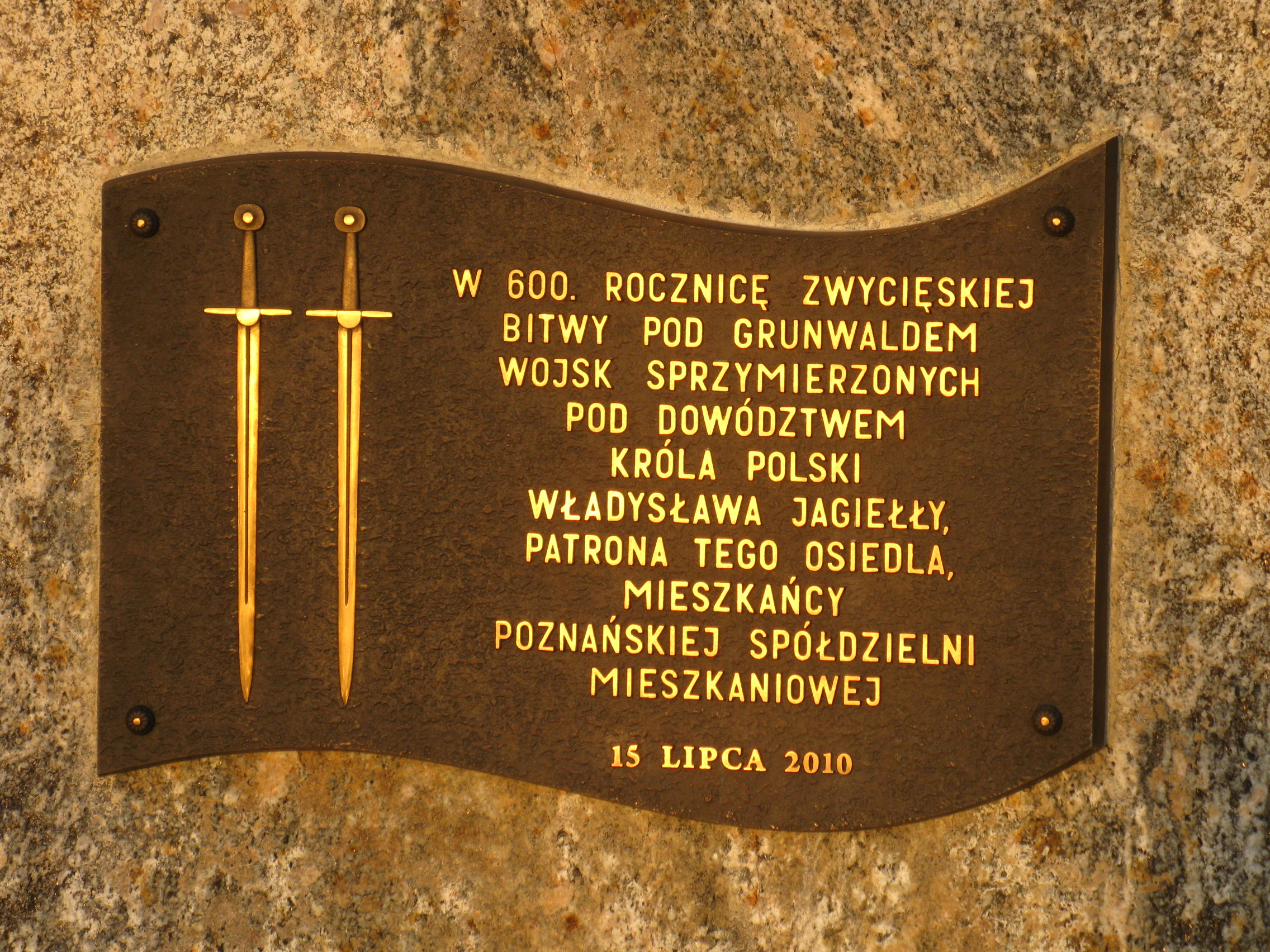
Tablica na pomniku

Pomnik 600-lecia bitwy pod Grunwaldem – pomnik zlokalizowany w Poznaniu, na obszarze jednostki pomocniczej Osiedle Piątkowo, na Piątkowie, w granicach osiedla Władysława Jagiełły.
Pomnik odsłonięto 15 lipca 2010, w sześćsetną rocznicę bitwy pod Grunwaldem. Pomysłodawcą obiektu był historyk amator Marian Potograbski – mieszkaniec innego piątkowskiego osiedla, noszącego imię Władysława Łokietka. Fundatorem była Poznańska Spółdzielnia Mieszkaniowa (pomysł zgłoszono w maju 2010). Tablicę pamiątkową, osadzoną na głazie narzutowym, zaprojektował artysta rzeźbiarz Kazimierz Rafalik. Umieścił na niej tradycyjne symbole grunwaldzkie – dwa nagie miecze. Głaz waży 7,5 tony i pochodzi z jednej ze żwirowni pod Sierakowem.
Monument znajduje się przy bloku nr 29, w pobliżu piątkowskich wież radiowo-telewizyjnych.